# Hoffer Péter
Hoffer Péter (Kapuvár, 1974) dobos, zenetanár, zeneszerző, a Moby Dick együttes  egykori tagja, a Hungarica együttes alapítója, dalszerzője. A Sopronban 1994 óta működő HofferSuli alapítója és vezetője. Rúzsa Magdolna zenekarának jelenleg is tagja. A Hoffer Hangszer - Tama dob webshop és bemutatóterem tulajdonosa.

## Pályafutása
Négyévesen kapta első dobfelszerelését édesapjától. 1985-től négy éven keresztül tanult jazzdobolást a soproni OSZK stúdióban. 1989-ben baráti társasága tagjaival megalapították a Paranoid nevű metalegyüttest. Hoffer még nincs 18 éves, amikor 1992-ben csatlakozik az akkor már országosan ismert és rendkívül sikeres Moby Dickhez. Az együttes 1994-ben megjelent Fejfa helyett című albumán dalszerzőként is bemutatkozik. Közben a gimnázium elvégzése után beiratkozott Bécsben az American Institute of Music iskolába. Ezután nyitotta meg Sopronban saját dobiskoláját, mely a mai napig működik.
1995-ben zenésztársával, Mentes Norbert gitárossal a Moby Dick mellett megalakították a Brazzil nevű formációt, amelyben egy másik soproni együttes, a Blokád énekesével dolgoztak. Az együttműködésnek egyetlen album lett az eredménye. 2006-ban Hoffer és Mentes újabb projektet indított be a nemzeti rock stílusú Hungarica együttes megalapításával. 
2015-ben egyéb zenei elfoglaltságai miatt búcsút intett a Moby Dick-nek. 
Zenekarai mellett dolgozott többek között Demjén Ferenc, Hobo-val, valamint Rúzsa Magdi zenekarának tagja. Zenélt színházi produkciókban is (Jézus Krisztus Szuperstar, Jeckyll és Hyde, Rocky Horror Picture Show, Evita stb.) 